# Aéroport international Félix-Houphouët-Boigny
Pour les articles homonymes, voir ABJ.
L'aéroport international Félix Houphouët-Boigny (code IATA : ABJ • code OACI : DIAP), est un aéroport international situé dans la commune de Port-Bouët dans  le district autonome d’Abidjan. Il s'agit de l'aéroport le plus important de Côte d'Ivoire pour le trafic aérien. L’aéroport est le hub de la compagnie Air Côte d'Ivoire.

## Histoire

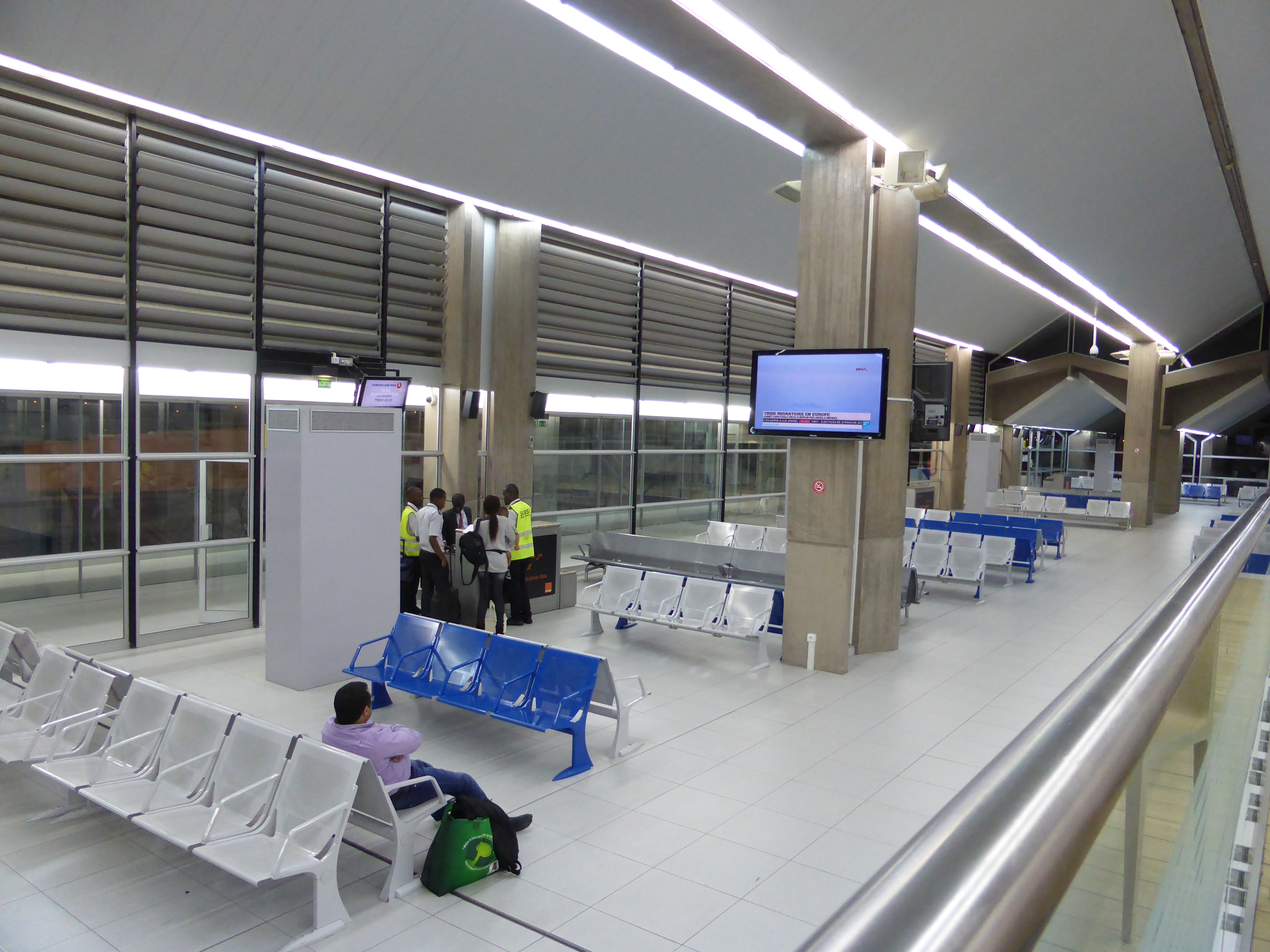
Salon des départs.

Construit pendant les années 1970, l'aéroport fut d'abord géré par un établissement public dédié. Sans évolution conséquente depuis et mal géré, l'aéroport est devenu vétuste et considéré comme tel pendant les années 1990. Le gouvernement ivoirien décide alors en 1996 d'en faire concession à une entreprise privée moyennant une redevance à l’État, qui reste propriétaire. La concession est d'une durée limitée et renouvelable, tandis que la redevance est de 22 % du chiffre d'affaires de l'entreprise gérant la concession tant que ses comptes sont équilibrés (dans le cas contraire, il est possible de renégocier la redevance).
L'aéroport est depuis le 1er juillet 1996 géré par Aéria, une entreprise privée de droit ivoirien. Celle-ci effectua une réhabilitation complète de l'aéroport entre 1997 et 2001, d'un coût de 45 milliards de francs CFA. Ces travaux ont permis d'en faire l'un des plus modernes et l'un des principaux hubs de l'Afrique de l'ouest, la surface de l'aérogare internationale étant portée à 25 000 m2 et la capacité de l'aéroport passant de 150 000 passagers annuels à deux millions. Une extension des travaux achevés en 2001 a permis d'allonger la piste de 2 700 à 3 000 mètres. 
Les troubles qui ont eu lieu en Côte d'Ivoire au début des années 2000 ont eu un impact négatif sur l'aéroport. Il est en effet une infrastructure stratégique tant pour l'évacuation des ressortissants étrangers que pour l'acheminement de matériel militaire. En novembre 2004, après les événements d'Abidjan, l'aéroport a été pillé et endommagé. Il a été repris aux pillards par les troupes françaises et rendu au gouvernement ivoirien dans la deuxième quinzaine du mois de novembre. L'aéroport est par la suite remis à neuf par l'État ivoirien et modernisé avec de nouveaux équipements modernes.
Dans la nuit du 2 au 3 avril 2011, l'aéroport est à nouveau pris par les troupes françaises, dans le but d'évacuer les ressortissants français et étrangers, alors qu'est annoncé l'assaut final contre le palais présidentiel lors de la bataille d'Abidjan,. Après la fin du conflit en avril 2011, l'aéroport est rendu à l'État ivoirien et des projets de développement de l'aéroport sont réamorcés.

## Situation
| Abidjan Bouaké Korhogo Man Odienné San Pédro |

## Trafic
Avant le coup d'État de Robert Guéï et la décennie de crise politico-militaire, l'aéroport Félix-Houphouët-Boigny était l'un des plus importants de l'Afrique de l'Ouest, avec un trafic passager dépassant le million de voyageurs à la fin des années 1990. La succession de crises politiques et militaires ont sérieusement affecté l'image du pays et ont réduit l'importance de l’aéroport dans la sous-région en matière de trafic. L'aéroport est classé au 29e rang sur 50 aéroports africains en 2013.
En 2015 le trafic est  de 1 572 753 passagers avec 29 986 mouvements et 20 607 tonnes de fret ; 40 % du trafic passager étant assuré par Air Côte d'Ivoire.
Avec un volume de 1,8 million de passagers en 2016, l’aéroport d’Abidjan enregistre en  depuis 2011 une croissance annuelle de son trafic de près de 16 % occasionne une saturation des infrastructures aux heures de pointe.
L'objectif d'AERIA est d'atteindre 5 millions de voyageurs en 2022.
| 1998       | 1999      | 2000      | 2004     | 2009     | 2010       | 2011    | 2012    | 2013      | 2014       | 2015      | 2016        | 2017        | 2018      |
| ---------- | --------- | --------- | -------- | -------- | ---------- | ------- | ------- | --------- | ---------- | --------- | ----------- | ----------- | --------- |
| 1 253 000* | 1 250 000 | 1 083 000 | ~700 000 | ~900 000 | ~1 000 000 | 640 000 | 962 000 | 1 178 362 | ~1 300 000 | 1 572 753 | ~ 1 829 000 | ~ 2 069 000 | 2 187 868 |

Pour des raisons techniques, il est temporairement impossible d'afficher le graphique qui aurait dû être présenté ici.

Voir la requête brute et les sources sur Wikidata.

## Projets et développement

Plan actuel de l'aéroport Félix-Houphouët-Boigny

À la suite de la reprise progressive des activités économique en Côte d'Ivoire à partir de l'année 2012, des investissements et des projets d’accroissement des capacités de l'aéroport, prévus dès mars 2010, sont en chantier depuis octobre 2011. 
En février 2012, Abdoulaye Coulibaly, président du conseil d'administration d'Aéria, souhaite rendre l'aéroport adapté à la prise en charge des Airbus A380. Air France n'exclut pas, à moyen et long terme, d'utiliser l'A380 sur la ligne Paris-Abidjan, en cas de forte croissance du trafic passager. En réaction à l'ouverture d'une liaison assurée par Corsair, Air France décide d'adapter sa grille tarifaire et de déployer un A380 sur la ligne Paris-Abidjan dès octobre 2014, après un vol inaugural effectué le 28 janvier 2014. Abidjan deviendrait ainsi la deuxième métropole du continent africain à être desservi par un A380, après Johannesbourg (OR Tambo).
Le 4 mai 2012, Proparco accorde un prêt de 10 milliards de francs CFA (15 millions d'euros) à Aéria pour financer un important programme d’expansion et de modernisation de l’aéroport. Ce prêt s’inscrit dans le cadre du renouvellement de la concession d’Aéria, effectif le 1er janvier 2010 pour une durée de 20 ans. Cette concession prévoit des programmes d’investissement par tranches de cinq ans. La première tranche, d'un montant de 24 millions d’euros, comprend la rénovation de l’aérogare internationale, la réhabilitation l’aérogare charter et le développement d’infrastructures connexes,.
En outre, sont prévus une extension de l'aérogare internationale d'une surface 11 000 à 26 000 m2, le réaménagement de l’aire de stationnement des avions, la rénovation des accès routiers et la construction d'un nouveau parc de stationnement. L'objectif final est de faire de la zone aéroportuaire un pôle économique dénommé « Aérocité » comprenant une zone hôtelière, des hangars, un palais des congrès, une zone franche, des immeubles de bureaux, des entrepôts, des halls d'expositions, des centres commerciaux et des logements dédiés au personnel.  Un hôtel Radisson Blu doté de 300 chambres, initialement prévu pour ouvrir à la mi-2015,, a ouvert ses portes dans la zone aéroportuaire le 17 mars 2016.
Le 1er mars 2014 ont été lancés les travaux de l'aérogare fret, devant en augmenter la capacité maximale à 56 000 tonnes de biens, avec de nouveaux entrepôts et des équipements modernes de sûreté, pour un investissement de plus de 21 milliards de francs CFA.
Le 10 avril 2015, l’aéroport International Félix Houphouët Boigny d’Abidjan est certifié TSA (Transportation Security Administration) par l’Agence nationale américaine de Sécurité dans les transports.
Proparco  conclu le 18 avril 2017, un prêt de 13 millions d’euros, soit 8,53 milliards FCFA, avec Aeria (la société concessionnaire de l’aéroport Felix Houphouët-Boigny d’Abidjan), destiné à renforcer les capacités d’accueil de l’aéroport. Ce financement, le second de Proparco depuis 2012, se situe dans le cadre d’un  programme gouvernemental d’investissement d’un coût de 63 millions d’euros. Il a pour objectif l’extension de l’aérogare avec la construction de parking pour aéronefs et la réalisation d’une voie de circulation parallèle à la piste permettant de tripler la capacité de cette dernière aux heures de pointe.
Le mardi 11 juillet 2017, la certification de l’Organisation de l’aviation civile internationale (OACI) est remise au directeur général de AERIA, Gilles Dariau.
Au cours du sommet mondial sur l’expérience client qui s’est tenu du 02 au 05 septembre 2019 à Bali (Indonésie); la plateforme a été consacrée meilleur Aéroport en matière d’amélioration de qualité de service en 2018 pour la région Afrique, selon le classement du programme de qualité de service aéroportuaire (ASQ) du Conseil international des Aéroports (ACI Monde).  Le prix a été remis à son directeur général, Gilles Darriau.

## Compagnies et destinations

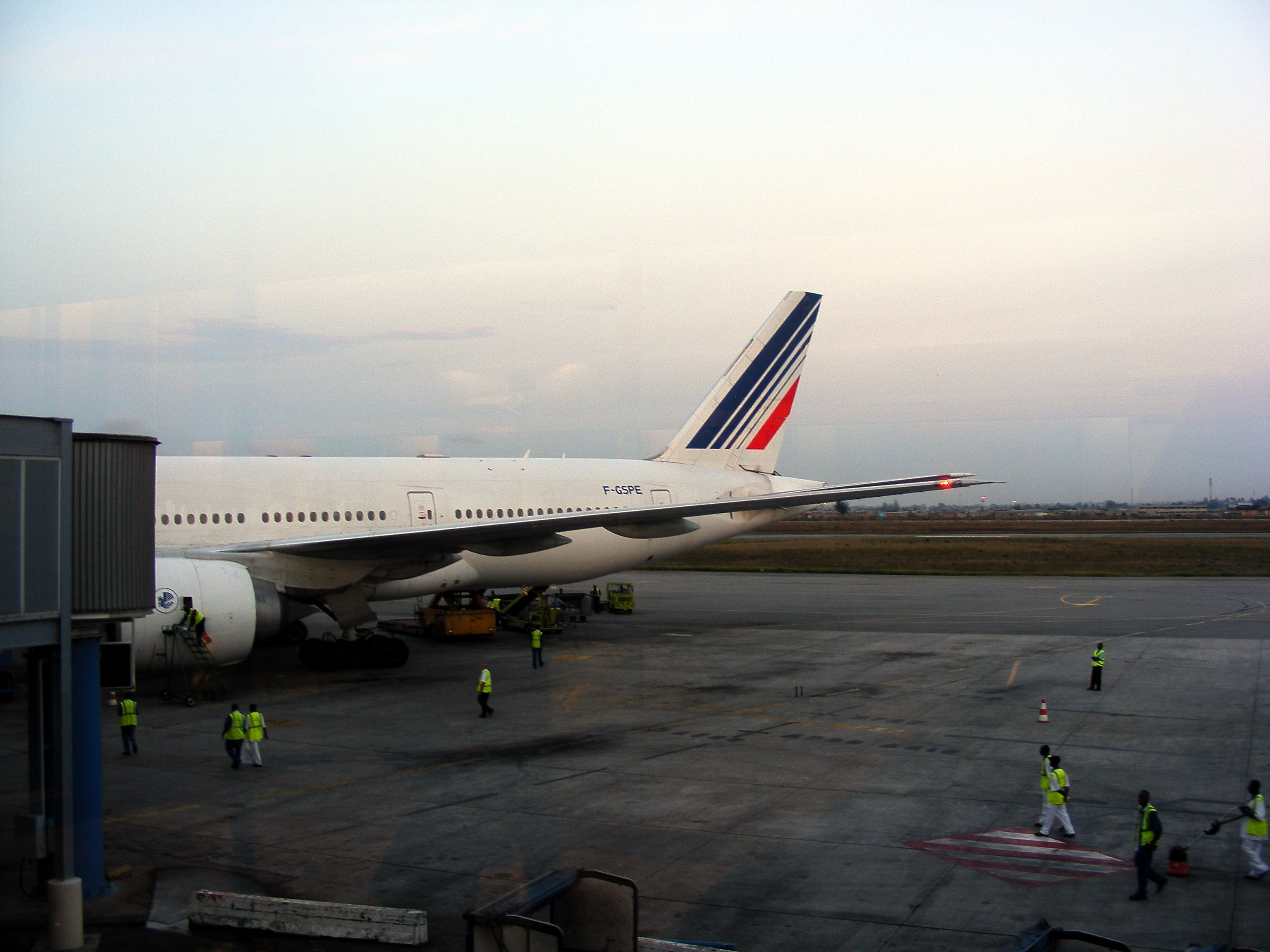
Vue du tarmac de l'aéroport en 2009. Un Boeing 777-228(ER) est en cours de préparation.

L'aéroport Félix Houphouët-Boigny est relié densément à l'Europe (30 fréquences hebdomadaires pour l’Europe en 2017) notamment par Air France, qui propose 18 vols hebdomadaires et Brussels Airlines,  et au reste de l'Afrique de l'Ouest. Habituellement, l'aéroport est desservi par plus de 25 compagnies aériennes, couvrant plus de 40 destinations.

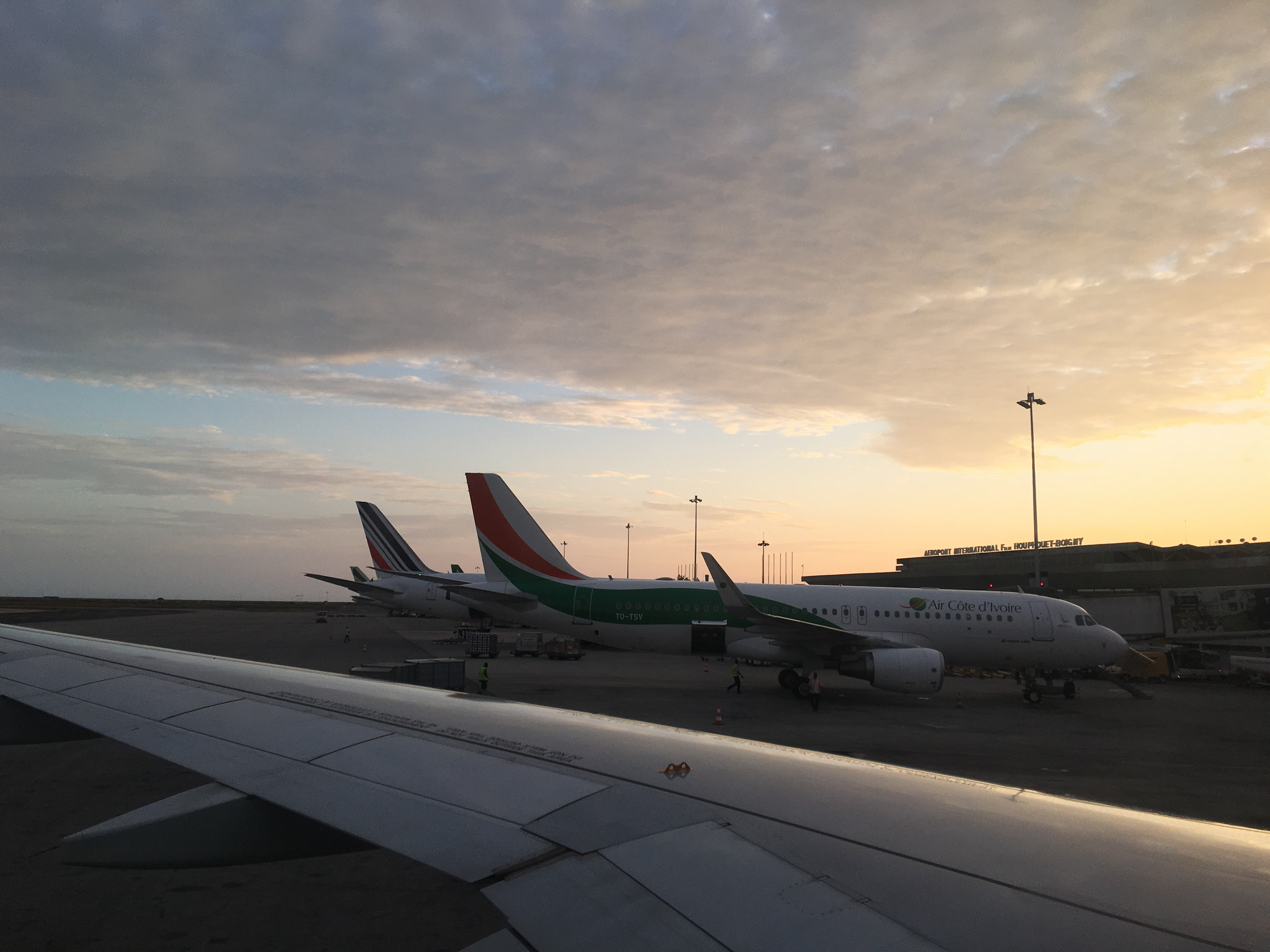
Un avion de la compagnie nationale Air Côte d'Ivoire, en stationnement devant l'aérogare.

Comme la plupart des autres aéroports de la sous-région, l'aéroport Félix Houphouët-Boigny accueille le hub de la compagnie nationale, en l’occurrence Air Côte d'Ivoire. Il sert de plate-forme de correspondance à la compagnie, assurant le re-routage (correspondance) de passagers collectés dans les aéroports de rang un projet inférieur. 
Signature le vendredi 24 février 2017,  d'un accord entre la Côte d’Ivoire et la Suisse afin de faciliter des vols entre les deux pays.
Le  31 octobre 2017,  Ethiopian Airlines signe un accord pour quatre vols directs par semaine à partir du 10 mai 2018 entre Abidjan et  New York avec un Boeing 787; Air Côte d'Ivoire aura la possibilité de commercialiser ces vols.
Le 29 janvier 2019, Ethiopian Airlines indique que le nombre de vols à Washington DC sera augmenté et que les trois nouveaux vols supplémentaires passeront par Abidjan au départ d’Addis-Abeba.

### Passagers
| Compagnies            | Destinations |
| --------------------- | --- |
| Air Algérie           | Alger-Houari-Boumédiène |
| Air Burkina           | Accra-Kotoka, Bobo-Dioulasso, Ouagadougou |
| Air Côte d'Ivoire     | - Abuja-N. Azikiwe, - Accra-Kotoka, - Bamako-M. Keïta, - Bangui, - Bissau-O. Vieira, - Bouaké, - Brazzaville, - Casablanca-Mohammed-V, - Conakry, - Cotonou, - Dakar-B. Diagne, - Johannesbourg OR Tambo, - Kinshasa-N'djili, - Korhogo, - Lagos-Murtala Muhammed, - Libreville-Léon Mba, - Lomé-G. Eyadéma, - Man (Côte d'Ivoire), - Monrovia-Roberts, - Niamey-D. Hamani, - Odienné, - Ouagadougou, - Pointe-Noire A. Neto, - San Pédro, - Yaoundé-Nsimalen |
| Air France            | Paris-Charles de Gaulle |
| Air Sénégal           | Dakar-B. Diagne |
| ASKY Airlines         | Lomé-G. Eyadéma |
| Brussels Airlines     | Accra-Kotoka, Bruxelles-National, Cotonou, Ouagadougou |
| Corsair International | Paris-Orly |
| Emirates              | Accra-Kotoka, Dubaï |
| Ethiopian Airlines    | Addis-Abeba Bole, Conakry, New York-John F. Kennedy |
| Kenya Airways         | Nairobi-J. Kenyatta |
| Mauritania Airlines   | Bamako-M. Keïta, Dakar-B. Diagne, Nouakchott-Oumtounsy |
| MEA                   | Beyrouth-Rafic Hariri, Lagos-Murtala Muhammed |
| Qatar Airways         | Accra-Kotoka, Doha-Hamad |
| Royal Air Maroc       | Casablanca-Mohammed-V |
| Tunisair              | Niamey-D. Hamani, Ouagadougou, Tunis-Carthage |
| Turkish Airlines      | Cotonou, Istanbul |

Édité le 05/10/2018  Actualisé le 6/08/2023

### Cargo
| Air France Cargo         |
| Air Ghana                |
| Cargolux                 |
| DHL                      |
| Brussels airlines cargo  |
| Ethiopian Airlines cargo |

### Aviation générale
| Maxair                                |
| IAS (International Aircraft Service)  |
| Ivoire Helicoptere                    |
| Solenta Aviation                      |
| NHV (Noordzee Helikopters Vlaanderen) |
| Aerocoporate                          |
| Aero Club d’Abidjan                   |
| Galaxy                                |
| International Technology              |
| African Open Sky                      |
| Jetex                                 |
| Jet Xpress                            |
| Executive Air Transport               |

## Accès à l'aéroport

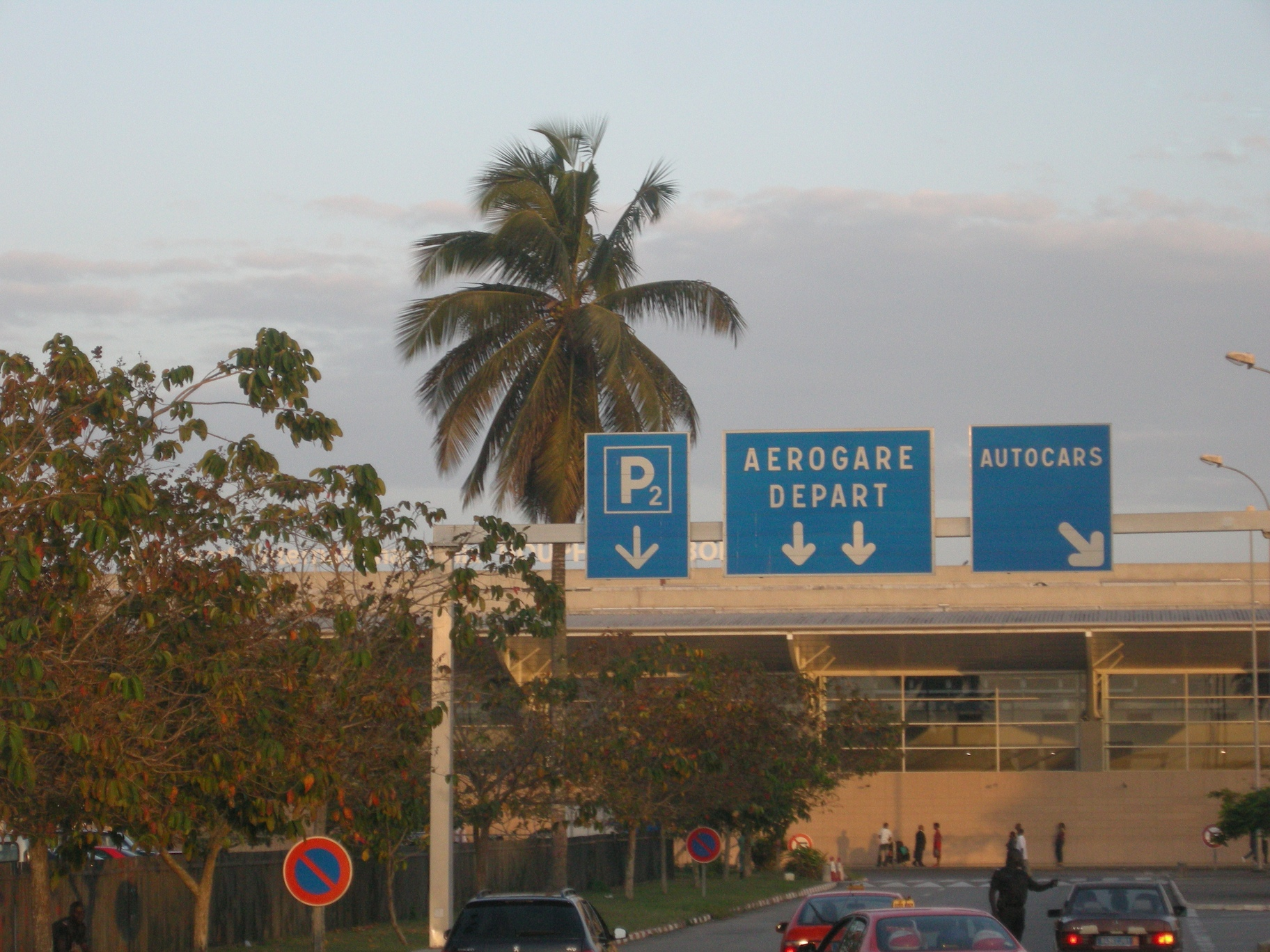
Indications à l'entrée de l'aéroport.

Situé à environ 17 kilomètres du centre-ville, l'aéroport Félix-Houphouët-Boigny est relativement bien desservi : la desserte routière, via la route de l'aéroport menant au boulevard Valéry Giscard d'Estaing, est bonne et permet de relier l'aéroport et le centre-ville d'Abidjan en une dizaine de minutes, selon la circulation. Deux parcs de stationnement payants sont disponibles pour les visiteurs.
La liaison entre la ville et l'aéroport est assurée en 25 minutes par la ligne 6 de la SOTRA. Le service de métro d'Abidjan, actuellement en projet, prévoit de desservir l'aéroport au plus tôt en 2022.
L'aéroport héberge enfin une station de taxis compteurs orange, ainsi que des services de location de voitures. 

## Critiques de l'aéroport

### Points forts

#### Équipement et infrastructures
L'aéroport Félix-Houphouët-Boigny bénéficie d'aérogares modernes. Ils sont dotés d'infrastructures et d'équipements récents et bien entretenus, similaires à ceux équipant les aéroports occidentaux ou asiatiques. L'aéroport peut ainsi traiter les marchandises et les bagages efficacement, même en période d'affluence. Les bâtiments, les pistes et tarmacs sont également bien entretenus.

#### Commerces et restauration
L'aéroport bénéficie en 2017 de prestations jugées satisfaisantes de la part des boutiques au sein de l'aérogare internationale et du hall d'embarquement. De nombreux services et boutiques sont disponibles aux voyageurs à leur arrivée. Le hall d'embarquement propose un grand restaurant et un fast - food, de nombreuses boutiques hors taxes, dont plusieurs appartiennent à la chaine Dufry. Un salon VIP est également présent. Les commerces de l'aéroport acceptent trois devises : le franc CFA, l'euro et le dollar américain.

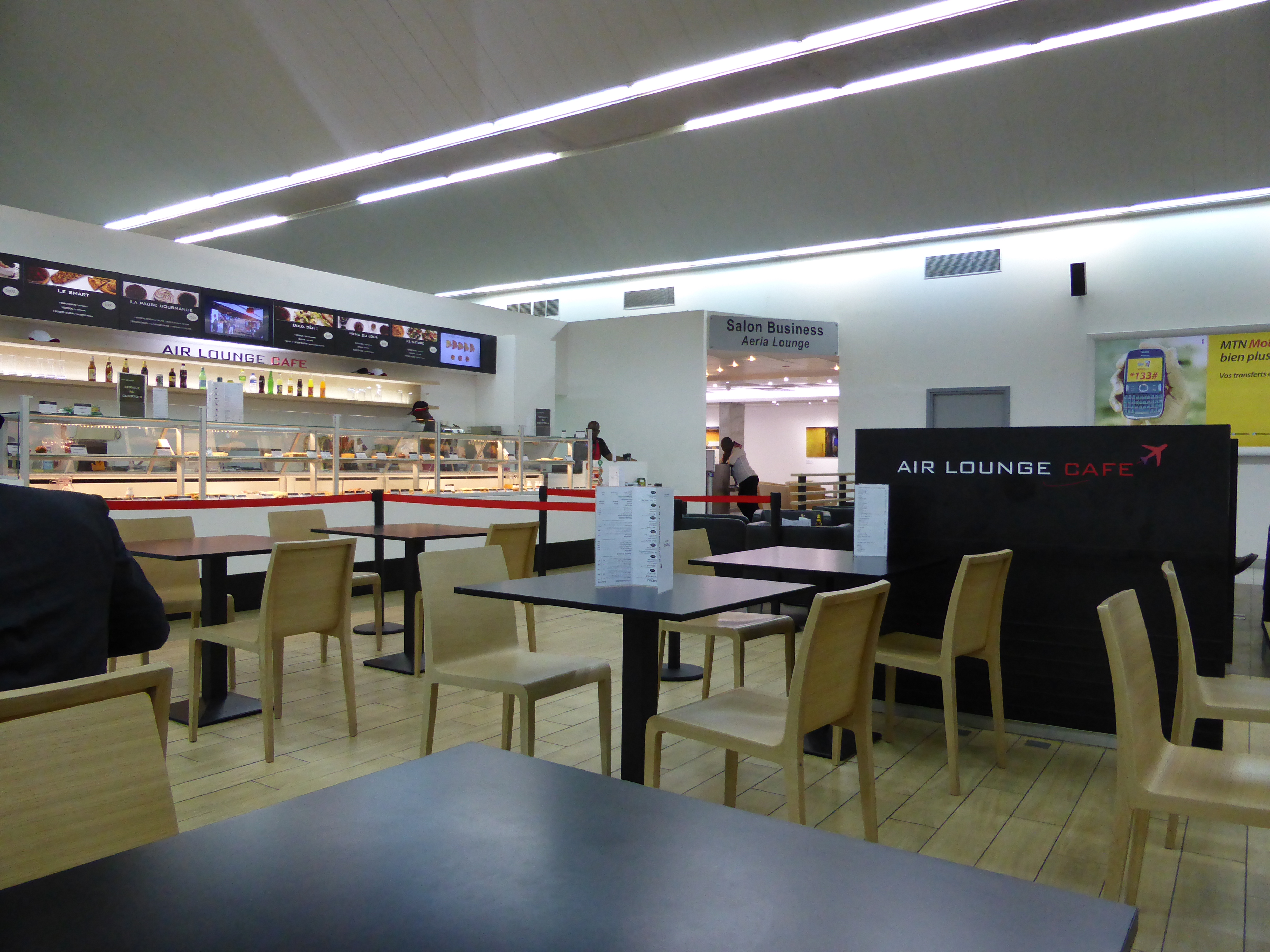
Restaurant et entrée salon Business dans le hall d'embarquement de l'aérogare internationale.
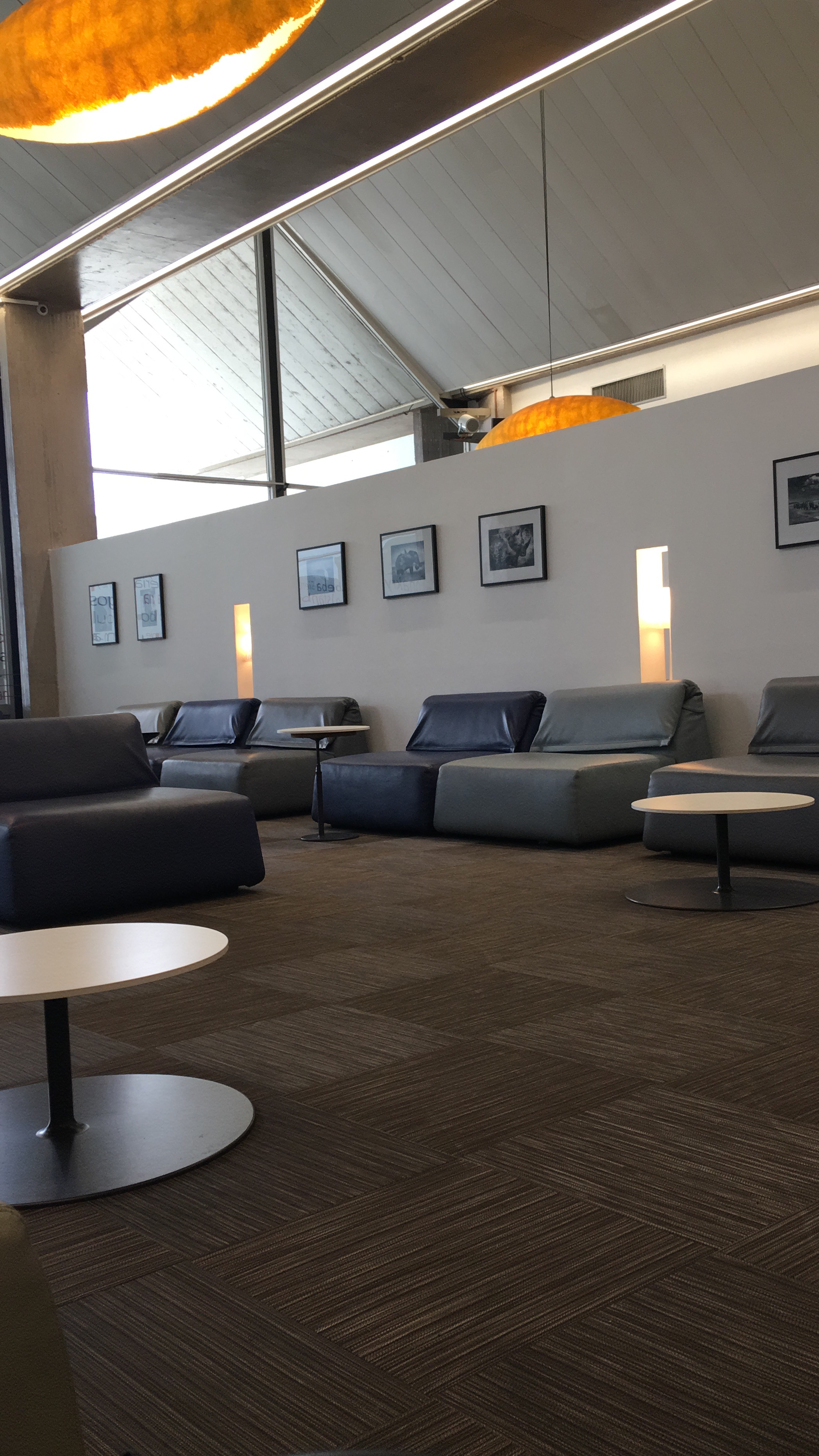
Salon Business dans le hall d'embarquement de l'aérogare internationale.
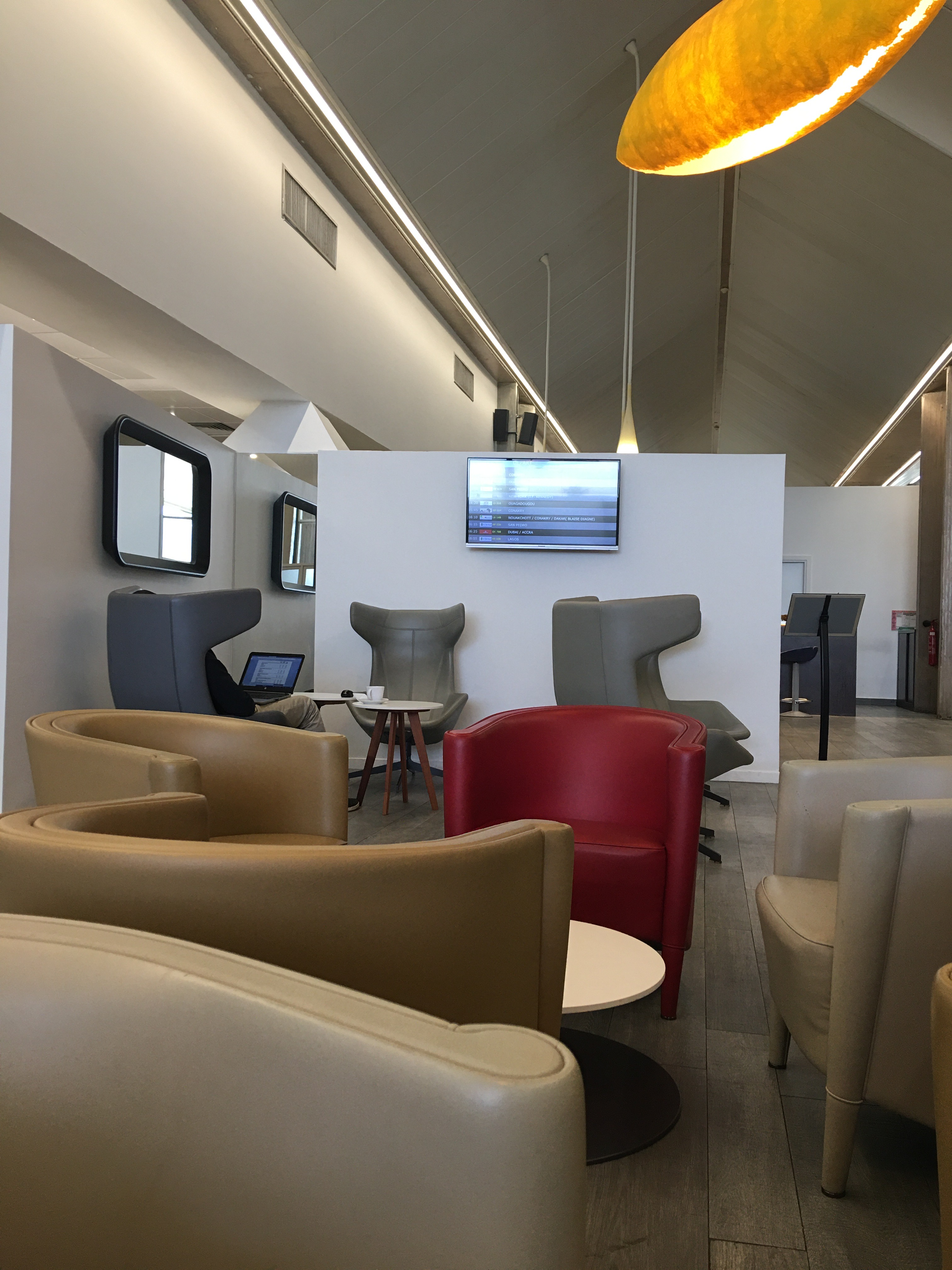
Salon Business dans le hall d'embarquement de l'aérogare internationale.

### Points faibles

#### Confort
L'aéroport est mal équipé en ce qui concerne le confort des voyageurs et des visiteurs en attente : des équipements tels que des sièges sont insuffisants, obligeant des voyageurs à patienter debout ou au sol. Dans le hall d'embarquement, les sièges intégralement en métal sont jugés inconfortables et en nombre insuffisant.

#### Corruption, mauvais accueil et insécurité
Depuis quelques années, l'aéroport souffre fortement d'une très mauvaise image due à un accueil hostile mêlé à une forte corruption : les tentatives de vols et de racket dans les zones d'arrivée et au-delà sont nombreux, des personnes non autorisées pouvant suivre et être très insistantes auprès de voyageurs dès l'aire de réception des bagages. L'accueil s'accompagne d'une agressivité générale du personnel aéroportuaire à l'égard des voyageurs,. 
Le problème persiste en 2016, avec des signalements fréquents de voyageurs ayant subi des tentatives d'extorsion d'argent, de bagages et d'effets personnels. Ceux-ci tendent à se produire à différents niveaux censés être sécurisés de l'aéroport, tels que les comptoirs de contrôle des vaccinations, de vérification des passeports et Visas, et sur le circuit de traitement des bagages jusqu'à l'aire de livraison dans l'aérogare. En décembre 2015, un scandale affecte les services de sécurité de l'aéroport, à la suite du contournement des contrôles et du détournement de trois valises contenant 1,5 million de francs CFA (environ 2 300 € ou 2 700 US$), impliquant des douaniers, policiers et bagagistes de l'aéroport.

## Accidents et incidents
- Le 3 janvier 1987, le vol 797 de la compagnie Varig s'écrase dans une épaisse forêt, 45 minutes après son décollage de l'aéroport. Seul un passager a survécu, les 50 autres trouvant la mort.
- Le 30 janvier 2000, le vol 431 de la compagnie Kenya Airways s'abîme dans l'océan Atlantique moins de deux minutes après décollage de l'aéroport. Sur 179 personnes à bord, 10 passagers ont survécu à la catastrophe.
- Le 11 mai 2014, un Boeing 777-300ER d'Air France percute une antilope se trouvant sur la piste lors de l'atterrissage, endommageant l'un des turboréacteurs de l'avion sans plus de dégâts[31].
- Le 14 octobre 2017, un Antonov An-26 s’abîme en mer pendant la phase d’approche. Quatre des dix membres d’équipages décèdent. Les causes de cet accident n’ont pas encore été établi.
- Dans la nuit du 9 au 10 mars 2019, un vol Air France qui effectuait la liaison Abidjan-Paris a connu une panne de réacteur en survolant le Niger. L'Airbus A380 transportant 501 passagers a pu faire demi-tour et se poser à l'aéroport d'Abidjan sans encombre.

## Anecdote
- Un McDonnell Douglas DC-10-15 immatriculé SX-CVP[32],[33], de l'ancienne compagnie grecque Electra Airlines, fut longtemps stationné au bord du tarmac de l'aéroport à partir d'avril 2003, date de l'immobilisation des avions de la compagnie à la suite de la rupture de son contrat avec Air Scotland[34]. Il est resté tel quel depuis, et n'a pas subi de dommages apparant malgré les pillages de 2004 et la crise postélectorale. L'aéronef est déplacé à la mi-mars 2013 afin d'être reconverti en une bibliothèque dans le quartier de Songon, à Yopougon[35].